# 제누리
제누리(Genuri)는 이탈리아 사르데냐주 수드사르데냐도에 있는 코무네이다. 칼리아리에서 북서쪽으로 약 60 킬로미터 (37 mi), 산루리에서 북쪽으로 약 20 킬로미터 (12 mi) 떨어져 있다. 2004년 12월 31일 기준으로 인구는 374명이고 면적은 7.6 제곱킬로미터 (2.9 mi2)이다.
제누리는 다음 코무네와 접한다: 바라딜리, 제노니, 세추, 시니, 투리.